# Ramón Unzaga
Ramón Ignacio Unzaga Asla (Deusto, Bilbao, España, 18 de julio de 1892-Cabrero, Chile, 31 de agosto de 1923) fue un bombero, contador y futbolista español naturalizado chileno que jugaba de mediocampista.
Es recordado por registrar la «chilena», una técnica del fútbol, por primera vez en la historia en 1914 en la ciudad de Talcahuano (Chile).
Participó en los primeros años de la selección chilena, desempeñándose como su capitán y disputando los Campeonatos Sudamericanos de 1916 y 1920.

## Biografía
Emigró junto con sus padres desde el País Vasco (España) hacia Talcahuano en 1906, cuando tenía 14 años. Una vez establecido, cursó estudios de contabilidad en el Colegio de los Padres Escolapios en Yumbel. Terminados sus estudios, comenzó a trabajar en el departamento de contabilidad de las minas de carbón de Schwager. A los 18 años obtuvo la nacionalidad chilena. Además, practicaba atletismo —100 metros planos, 110 metros con vallas, lanzamiento de la jabalina, saltos alto y con garrocha—, ciclismo, clavados, natación y waterpolo.
En 1917 ingresó a la Primera Compañía del Cuerpo de Bomberos de Talcahuano, donde sirvió como bombero voluntario.
Falleció de un ataque cardíaco en 1923, a la edad de 31 años. Fue sepultado en el Cementerio N°1 de Talcahuano.

## Trayectoria
Sus comienzos en el fútbol fueron en 1912 jugando para el elenco de Schwager, tras lo cual se integró en la selección de Talcahuano y comenzó su carrera jugando en clubes aficionados.
Estrenó oficialmente la jugada llamada «chilena» en el Estadio El Morro de Talcahuano el viernes 16 de enero de 1914. El movimiento fue inicialmente nombrado «chorera» en honor a la selección de Talcahuano, conocida como «Escuela Chorera» en ese entonces. 
El periodismo uruguayo la «llamaba "trizaga", porque según ellos valía por tres y porque también en su país los maravilló por su famosa jugada», el calificativo se basaba en sus capacidades junto con su técnica. Los que vieron jugar fútbol al atleta, cuentan que no tenía inconvenientes en ejecutar varias «chilenas» en un mismo partido.
El 30 de diciembre de 1918, declaró para el diario El Sur de Concepción:

En dos ocasiones el árbitro me cobró falta por un salto de lujo que daba a fin de rechazar la pelota (era mediozaguero) alegando que fouleaba al jugador contrario del Río. Este mismo jugador se aprovechó de mi jugada y el árbitro me cobró para colmo, a mí la falta. Me vi obligado a observarle al árbitro su error, alegándole que reconocidos jueces no me la habían penado. Siguió después un cambio de palabras que trajo por resultado la orden del Sr. Beitía (el árbitro) para que abandonara la cancha. Me negué a salir de la cancha para arreglar cuentas. Lo hice y al lado afuera de élla tuve con el señor Beitía un cambio de bofetadas.

Se desempeñó como futbolista en el Minas de Lota y posteriormente en el Estrella del Mar. Recibió varias ofertas para jugar en equipos internacionales, pero siempre prefirió permanecer en el Club Estrella del Mar de Talcahuano.

## Selección nacional

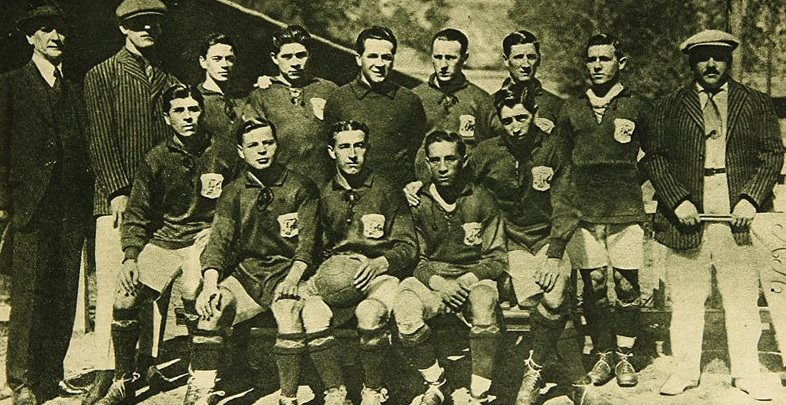
Unzaga —octavo de la fila erguida— con la selección chilena en 1920.

Fue internacional con la selección chilena entre 1916 y 1920, periodo en el que participó en dos ediciones del Campeonato Sudamericano. Tuvo participación con el combinado chileno durante ocho partidos oficiales; además, participó en un partido no oficial en el que anotó un gol, siendo su participación final en el seleccionado de nueve partidos y un gol.
Fue convocado desde Talcahuano para integrar el seleccionado que asistió al I Campeonato Sudamericano. Participó en los tres encuentros que disputó la selección chilena en el torneo, donde sufrió aplastantes derrotas y empató solo con Brasil. Asimismo, disputó los amistosos posteriores al Sudamericano y anotó su único gol en el último amistoso de la gira, ante la Federación Platense.
Volvió a ser convocado para integrar el seleccionado que disputó el IV Campeonato Sudamericano, realizado en Chile. Disputó los tres encuentros que disputó la selección chilena en el torneo. Esta fue la última vez que Unzaga vistió la casaquilla nacional chilena. Fue designado capitán de Chile en los dos Sudamericanos que participó.
Durante estos Sudamericanos repitió frecuentemente su clásica jugada, que la prensa argentina denominó «chilena».

### Participaciones en el Campeonato Sudamericano
| Torneo                       | Sede      | Resultado    | Partidos |
| ---------------------------- | --------- | ------------ | -------- |
| Campeonato Sudamericano 1916 | Argentina | Cuarto lugar | 3        |
| Campeonato Sudamericano 1920 | Chile     | Cuarto lugar | 3        |
| Total                        | Total     | Total        | 6        |

### Partidos internacionales
| 1     | 2 de julio de 1916       | Estadio GEBA, Buenos Aires, Argentina         | Uruguay    | 4-0 | Chile     | Campeonato Sudamericano 1916 |
| 2     | 6 de julio de 1916       | Estadio GEBA, Buenos Aires, Argentina         | Argentina  | 6-1 | Chile     | Campeonato Sudamericano 1916 |
| 3     | 8 de julio de 1916       | Estadio GEBA, Buenos Aires, Argentina         | Chile      | 1-1 | Brasil    | Campeonato Sudamericano 1916 |
| 4     | 12 de julio de 1916      | Estadio GEBA, Buenos Aires, Argentina         | Argentina  | 1-0 | Chile     | Amistoso                     |
| 5     | 14 de julio de 1916      | Gran Parque Central, Montevideo, Uruguay      | Uruguay    | 4-1 | Chile     | Amistoso                     |
| 6     | 11 de septiembre de 1920 | Valparaíso Sporting Club, Viña del Mar, Chile | Chile      | 0-1 | Brasil    | Campeonato Sudamericano 1920 |
| 7     | 20 de septiembre de 1920 | Valparaíso Sporting Club, Viña del Mar, Chile | Chile      | 1-1 | Argentina | Campeonato Sudamericano 1920 |
| 8     | 26 de septiembre de 1920 | Valparaíso Sporting Club, Viña del Mar, Chile | Chile      | 1-2 | Uruguay   | Campeonato Sudamericano 1920 |
| Total |                          |                                               | Presencias | 8   |           |                              |

| 1     | 16 de julio de 1916 | Estadio Estudiantes de La Plata, La Plata, Argentina | Federación Platense | 0-3 | Chile |   | Amistoso |
| Total |                     |                                                      | Presencias          | 1   | Goles | 1 |          |

## Clubes
| Club             | País  | Año         |
| ---------------- | ----- | ----------- |
| Minas de Lota    | Chile | 1912 - 1913 |
| Estrella del Mar | Chile | 1914 - 1923 |

## Palmarés

### Torneos locales
| Título                         | Club             | País  | Año  |
| ------------------------------ | ---------------- | ----- | ---- |
| División de Honor (Talcahuano) | Estrella del Mar | Chile | 1914 |
| División de Honor (Talcahuano) | Estrella del Mar | Chile | 1915 |
| División de Honor (Talcahuano) | Estrella del Mar | Chile | 1916 |
| División de Honor (Talcahuano) | Estrella del Mar | Chile | 1917 |
| División de Honor (Talcahuano) | Estrella del Mar | Chile | 1918 |
| División de Honor (Talcahuano) | Estrella del Mar | Chile | 1919 |

## Estilo de juego
Registró también el «salto a horcajadas»: acrobacia de alta dificultad que consiste en correr rectamente, impulsarse frontalmente erguido detrás de un jugador rival bajo mientras lleva el balón, pasar sobre su cabeza con las piernas flexionadas lateralmente y caer parado para quitar desde lo alto y despejar; inspirado posiblemente por el similar estilo «frontal» del salto de altura —adoptado por los campeones olímpicos masculinos entre 1896 y 1912—, propiciado por la intención de aprovechar su capacidad de salto y la estatura promedio de los varones chilenos que rondaba los 160 centímetros a inicios del siglo XX, y ejecutado en el Estadio El Morro.

Si usted no es un nene de cinco años, ha conocido a Unzaga. Fue el medio zaguero más destacado de la región sureña. [...] Siempre el mismo: trabajador incansable, hábil para romper una combinación, astuto en ubicarse, alimentador constante y oportuno de los ágiles. Jugador limpio, no echaba mano de recursos vedados en momentos de apremio. Sólo se defendía con mayor ardor, desplegando insuperable actividad. Era de aquellos jugadores que parecen agigantarse en los momentos de peligro, dando la sensación de que con su bravura y hombría, contrarrestaban todo el empuje del adversario. De esa talla era Unzaga. Además del football, practicaba otros deportes, que habían hecho de él un atleta completo.

Charloteo Deportivo. Chalo, Los Sports (21 de septiembre de 1923).

## Homenajes

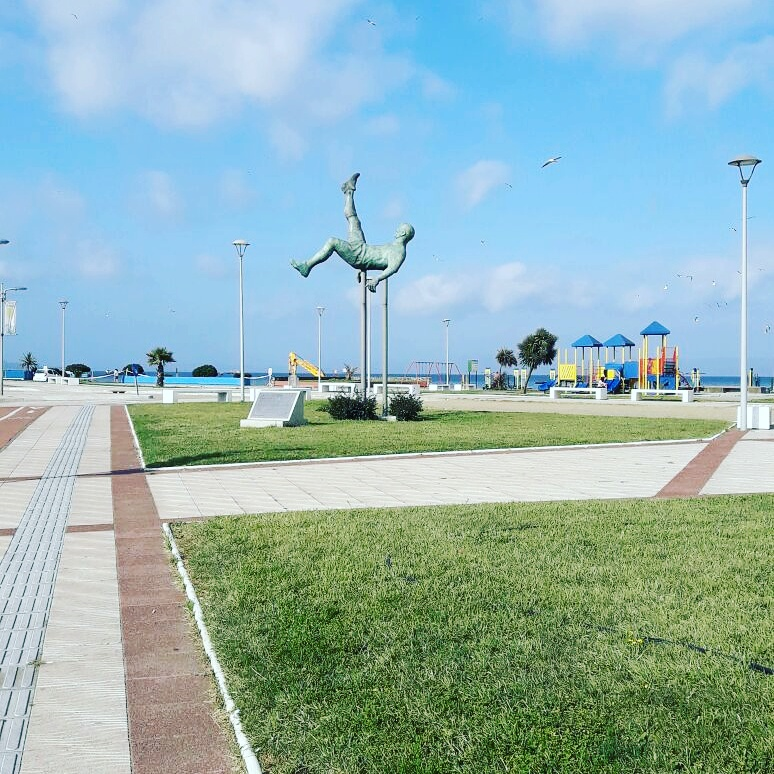
Estatua de Unzaga en Talcahuano

Debido a que la jugada de Unzaga fue presentada en el Estadio El Morro, el estadio fue rebautizado con su nombre.
En 2008 la Municipalidad de Talcahuano planeó erigir un monumento en honor a Ramón Unzaga. El 15 de mayo de 2014 fue inaugurada en los accesos del Estadio El Morro una estatua que representa a Unzaga desarrollando la «chilena» como celebración de su centenario; obra de la escultora María Angélica Echavarri, la estatua de tres metros de diámetro está hecha de 600 kilos de bronce y cobre y fue donada por la empresa Sigdo Koppers. Según la autora, la obra «muestra la fuerza y la tensión del momento en que el jugador tiene que hacer este esfuerzo para realizar la jugada».
El 31 de agosto de 2023, con motivo del centenario del fallecimiento de Unzaga, la Primera Compañía de bomberos Talcahuano junto al Club Nueva Estrella de Mar, realizaron un homenaje a este integrante de ambas instituciones, depositando una ofrenda floral a los pies de su monumento.